# 1. Unterseebootsflottille
De 1. Unterseebootsflottille, ook bekend onder de naam Unterseebootsflottille Weddigen, was de eerste operationele eenheid U-Boten van de Kriegsmarine. De eenheid werd op 27 september 1935 opgericht en kwam onder leiding te staan van Karl Dönitz. De naam verwijst naar de kapitein-luitenant-ter-zee Otto Weddigen, die in de Eerste Wereldoorlog in zijn U 29 sneuvelde.
140 U-Boten maakten tijdens het bestaan van de eenheid deel uit van het 1. Unterseebootsflottille. De eenheid was in haar eerste jaren gevestigd in Kiel en werd in juni 1941 na de Slag om Frankrijk overgeplaatst naar het beter gelegen Brest in Frankrijk. In september 1944 werd de eenheid na Operatie Overlord opgeheven en de resterende boten werden verdeeld over de andere Unterseebootsflottilles.

## Commandanten
- september 1935 - december 1935 - Kapitän zur See Karl Dönitz
- januari 1936 - september 1937 - Kapitän zur See Loycke
- oktober 1937 - september 1939 - Kapitänleutnant Hans-Günther Looff
- september 1939 - oktober 1940 - Korvettenkapitän Hans Eckermann
- november 1940 - februari 1942 - Korvettenkapitän Hans Cohausz
- februari 1942 - juli 1942 - Kapitänleutnant Heinz Buchholz
- juli 1942 - september 1944 - Korvettenkapitän Werner Winter

## Organisatie
De 1. Unterseebootsflottille maakte deel uit van de Führer der Unterseeboote West (F.d.U. West), dat was gevestigd in Parijs. Naast de 1. Unterseebootsflottille maakte ook de volgende eenheden deel uit van de F.d.U. West:
- 2. Unterseebootsflottille, met het hoofdkwartier in Lorient
- 3. Unterseebootsflottille, met het hoofdkwartier in La Rochelle
- 6. Unterseebootsflottille, met het hoofdkwartier in St. Nazaire
- 7. Unterseebootsflottille, met het hoofdkwartier in St. Nazaire
- 9. Unterseebootsflottille, met het hoofdkwartier in Brest
- 10. Unterseebootsflottille, met het hoofdkwartier in Lorient
- 12. Unterseebootsflottille, met het hoofdkwartier in Bordeaux